# Puente de Río Dulce
El puente de Río Dulce es el puente más largo de Guatemala, ubicado sobre el río Dulce, en la localidad de Izabal, carretera CA13, que conecta la zona del Peten en Guatemala. Fue construido por el gobierno de Guatemala bajo la administración del presidente, Fernando Romeo Lucas García, entre los años 1977 y 1980. El puente es una gran obra de ingeniería y fue de los primeros puentes construidos en Centroamérica. 

## Historia
La obra se inició en 1977 durante la administración de Fernando Romeo Lucas García, su diseño estuvo a cargo del ingeniero Fernando Irigoyen, y el costo de la construcción fue de Q8 millones; este puente contaría con 860 metros de largo con dos carriles 15 metros de ancho y 45 de alto con un Gálibo de 300 metros, esta vía conecta con el departamento de Peten y las fronteras con Belice y México.
Desde la construcción del puente la actividad económica y turística de la zona aumento significativamente al punto que en días de vacaciones es insuficiente la vía por la carga vehicular.

## En la actualidad
El estado estructural del puente de Río Dulce, una vía estratégica comercial y turística para Izabal, está en malas condiciones informó diputado distrital de Izabal durante una reunión de trabajo con el nuevo Ministro de comunicaciones y la Comisión respectiva.
Según los estudios de un dictamen que se elaboró en el año 2015 por un ingeniero de puentes de la Dirección General de Caminos, en el cual se describe el problema que existe en esa vía de comunicación. “Él mismo dijo que el puente estaba deteriorado y con muchos años de uso, él dijo ese puente hay que levantarlo para poderlo trabajar y va a ser por lo menos unos 6 o 7 meses y vamos a necesitar una fuerte inversión.

## Turismo
El puente en sí es una gran obra de ingeniera, ya que la construcción de una vía rápida y accesible a la zona lo requería en aquel entonces la carretera CA13 lo requiere en la actualidad por su gran volumen de tránsito a las zonas turísticas de Izabal, su impresionante estructura hace detenerse para apreciar la vista del río y su majestuosa vegetación, por razones adversas es prohibido detenerse en medio del puente de Río Dulce pareció exagerada para muchos guatemaltecos que buscaban la panorámica tradicional al pasar por ese lugar. Pero la decisión de las autoridades está basada en un informe que muestra el daño que tiene el puente.
Prohibir la fotografía sobre el puente es solo el primer paso para evitar que continúe dañándose y que eventualmente este incónico puente colapse. Las medidas seguirán y serán mucho más restrictivas, principalmente para el transporte pesado a las autoridades del puente es una vía de gran importancia para todas las zonas de potencial turístico.

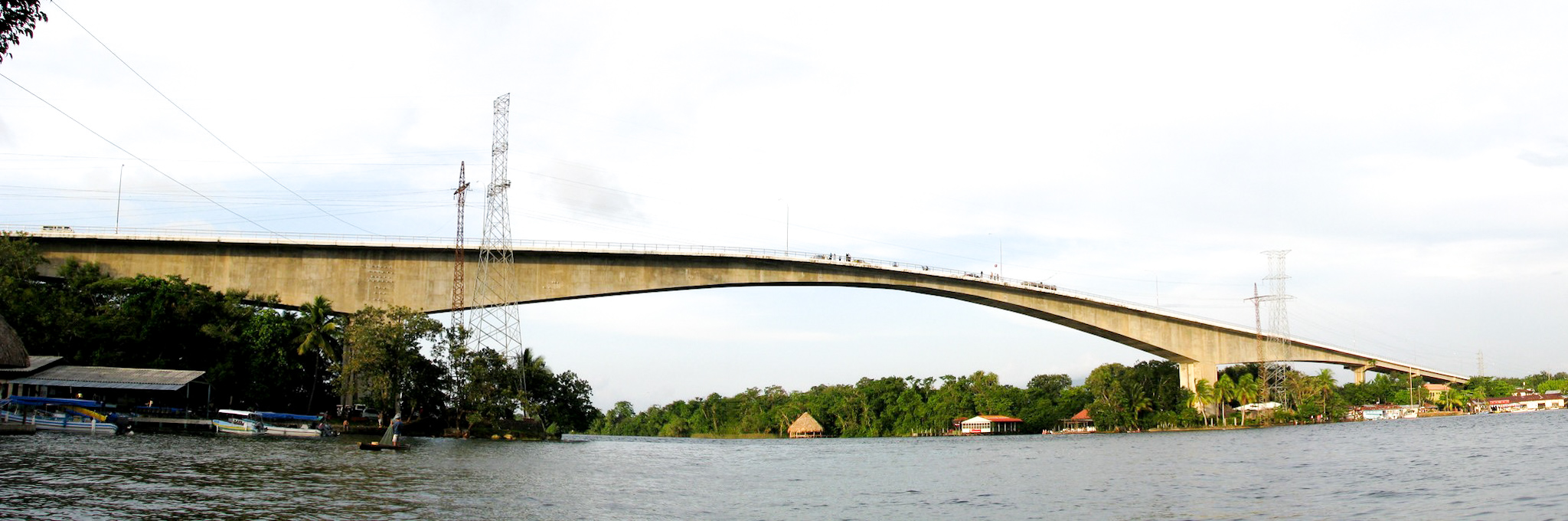
Panorámica del puente.